# Wyrostek rylcowaty (kość skroniowa)
Wyrostek rylcowaty (łac. processus styloideus) – w anatomii człowieka element kostny powierzchni dolnej części skalistej kości skroniowej, położony bocznie od dołka skalistego (fossula petrosa).
Jest to miejsce przyczepu dla następujących struktur:
- mięsień rylcowo-gardłowy
- mięsień rylcowo-gnykowy
- mięsień rylcowo-językowy
- więzadło rylcowo-gnykowe
- więzadło rylcowo-żuchwowe[1]